# Ruta Provincial 1 (Formosa)

La Ruta Provincial 1 es una carretera totalmente pavimentada de aproximadamente 130 km ubicada en el este de la Provincia de Formosa, Argentina. Une las localidades de Herradura y El Colorado. Pertenece a la red vial primaria de la provincia.

## Localidades que atraviesa
- Herradura
- Tatané
- San Francisco de Laishí
- Mayor Vicente Villafañe
- El Colorado

## Intersecciones y puentes
|  | STRq | KRZ | STRq |

|  | STRq | KRZ | STRq |

|  | WASSERq | WBRÜCKE1 | WASSERq |

|  | exSTRq | MWNODE | exSTRq |

|  | STRq | KRZ | STRq |

|  | STRq | KRZ | STRq |

|  | STRq | KRZ | STRq |

|  | STRq | KRZ | STRq |

## Sitios de interés
- Laguna Herradura
- Convento San Francisco, San Francisco de Laishí